# 加布里埃尔·桑托斯
加布里埃尔·达·席尔瓦·桑托斯（葡萄牙語：Gabriel da Silva Santos，1996年5月4日—）来自瓜鲁柳斯，是一名巴西男子游泳运动员，主攻自由泳。
桑托斯曾在2019年7月因为未能通过同年5月进行的一次药检，而被国际游泳联合会禁赛12个月，他也因此无缘该年的世界游泳锦标赛。桑托斯随后向国际体育仲裁法庭提出申诉，国际体育仲裁法庭于2020年2月判定其禁赛不成立，宣布解除对他的处罚。